# Бућовача
Бућовача је насељено мјесто у Босни и Херцеговини у Општини Купрес које административно припада Федерацији Босне и Херцеговине. Према попису становништва из 1991. у насељу је живјело 326 становника.Сви становници су Срби.

## Становништво
Према попису 1991. укупно: 326
| Националност       | 1991.        |
| Срби               | 317 (97,23%) |
| остали и непознато | 9 (2,76%)    |
| укупно             | 326          |